# Literatura sapiencial (género literario)

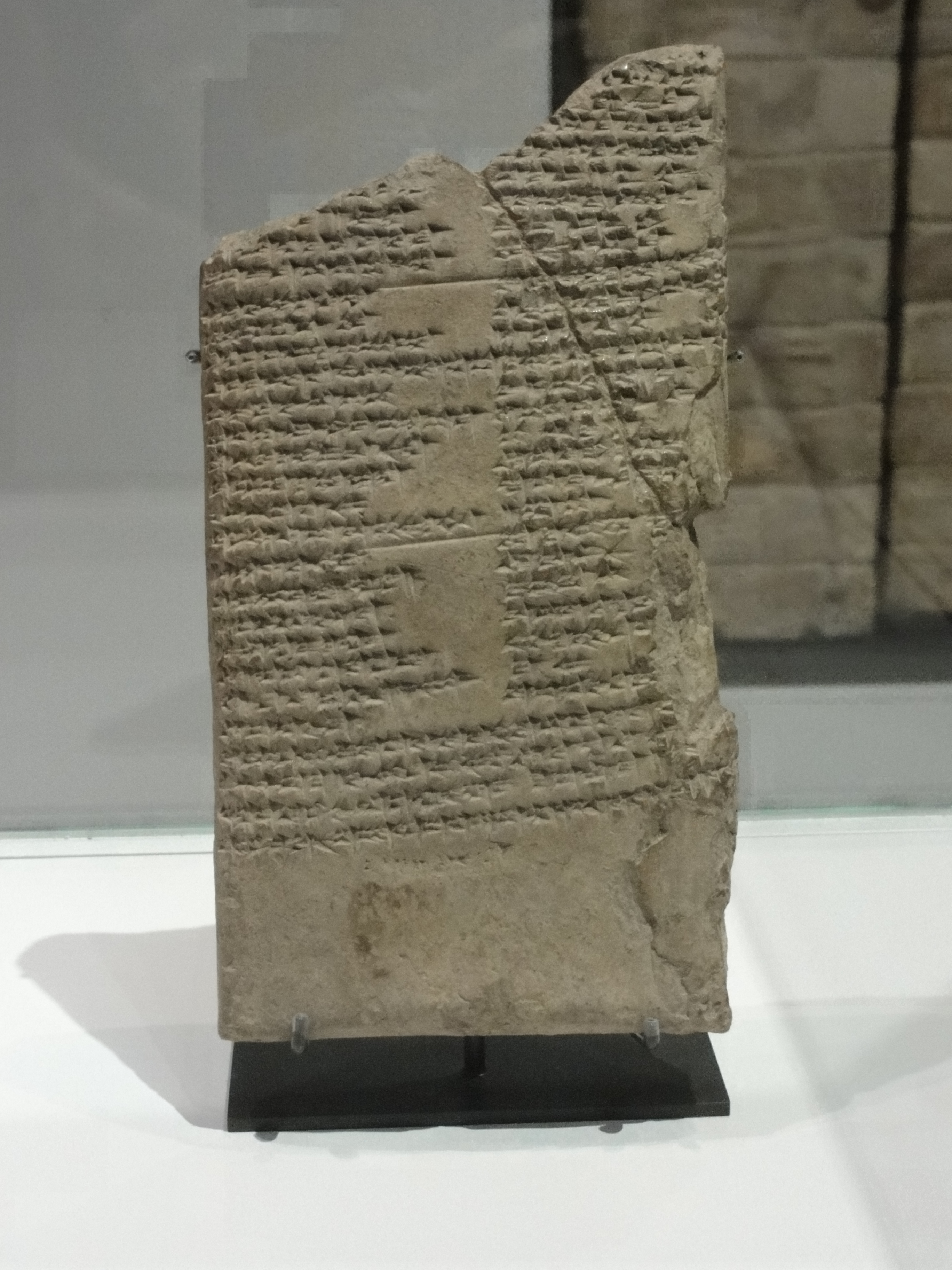
Tablilla del Diálogo entre un hombre y su Dios, c. siglos XIX-XVII a. C., Louvre.

La literatura sapiencial es un género literario común en el Antiguo Oriente Próximo que contiene declaraciones de sabios que ofrecen enseñanzas sobre la divinidad y la virtud. Aunque este género utiliza técnicas de la narración oral tradicional, se difundió en forma escrita.
La literatura sapiencial más antigua conocida se remonta a mediados del III milenio a. C. y procede de la antiguas Mesopotamia y Egipto. Estas regiones siguieron produciendo literatura sapiencial durante los dos milenios y medio siguientes. La literatura sapiencial de las culturas judía, griega, china e india comenzó a aparecer a mediados del I milenio a. C. Ya en el I milenio surgió la literatura sapiencial grecoegipcia, algunos de cuyos elementos se incorporaron posteriormente al pensamiento islámico.
Otro género común son las obras existenciales que tratan de la relación entre el hombre y Dios, las recompensas y castigos divinos, la teodicea, el problema del mal y por qué le ocurren cosas malas a la gente buena. El protagonista suele ser un "justo sufriente", una buena persona acosada por la tragedia, que intenta comprender su suerte en la vida. El ejemplo más conocido es el Libro de Job, aunque fue precedido y probablemente se basó en obras mesopotámicas anteriores como La teodicea babilónica (a veces llamada El Job babilónico), el poema escrito en acadio, Ludlul bel nemeqi ("Alabaré al Señor de la sabiduría" o "El poema del justo que sufre"), Diálogo entre un hombre y su Dios, también en acadio o el sumerio El hombre y su Dios.
El género literario de los espejos de príncipes, que tiene una larga historia en la literatura islámica y renacentista occidental, es un cognado secular de la literatura sapiencial. En la antigüedad clásica, la poesía didáctica de Hesíodo, en particular sus Trabajos y días, se consideraba una fuente de conocimiento similar a la literatura sapiencial de Egipto, Babilonia, Israel o India. La poesía preislámica está repleta de numerosos poemas de sabiduría, entre ellos la poesía de Zuhayr bin Abi Sulma (520-609).

## Categorización
Gran parte de la literatura sapiencial puede clasificarse, a grandes rasgos, en dos tipos: la "sabiduría positiva" conservadora y la "sabiduría negativa" crítica o "literatura de la vanidad":
- Sabiduría positiva conservadora: Consejos pragmáticos y reales sobre el comportamiento y las acciones adecuadas,[3] cómo alcanzar el éxito en la vida,[4][5] cómo vivir una vida buena y plena,[5] etc. Entre los ejemplos de este género se pueden incluir los Proverbios, las Instrucciones de Shurupak y la primera parte de Un diálogo entre Šūpê-amēli y su padre (literatura acadia, Sima Milka).[5]

- Sabiduría crítica negativa (también conocida como "literatura de la vanidad" o "sabiduría en protesta"): Con una actitud más pesimista, que frecuentemente expresa escepticismo sobre el alcance de los logros humanos, resaltando la inevitabilidad de la muerte,[3] abogando por el rechazo de todas las ganancias materiales,[1] y expresando la visión del carpe diem de que, puesto que nada tiene valor intrínseco ("tema de la vanidad") y de que todo llegará a su fin ("tema del memento mori"), uno debería disfrutar de la vida al máximo mientras pueda ("tema del carpe diem").[4][5] Ejemplos de este género pueden ser el Libro del Eclesiastés, las mesopotámicas Balada de los primeros gobernantes y Enlil y Namzitarra, o la segunda parte de Sima Milka (la respuesta del hijo),[5]

## Literatura de la Antigua Mesopotamia
La literatura sapiencial de Sumeria y Babilonia es una de las más antiguas del mundo. Los documentos sumerios datan del III milenio a. C. y los babilonios, del II milenio a. C. Muchos de los textos existentes descubiertos en Nippur son tan antiguos como sel siglo XVIII a. C.. La mayoría de estos textos son sabidurías en forma de diálogos o himnos, como el Himno a Enlil, el Todopoderoso de la antigua Sumeria.
Los proverbios eran particularmente populares entre los sumerios, con muchas fábulas y anécdotas, como el Debate entre invierno y verano, que el asiriólogo Samuel Noah Kramer ha señalado como paralelo a la historia de Caín y Abel en el Libro del Génesis (Génesis 4:1-16) y la forma de disputa es similar a la que se produce entre Job y sus amigos en el Libro de Job (escrito hacia el siglo VI a. C.

Mi señor, he reflexionado dentro de mis riñones, [...] en [mi] corazón. No sé qué pecado he cometido. ¿He [comido] un perverso fruto prohibido? ¿El hermano menosprecia al hermano?
 Diálogo entre un hombre y su Dios, siglos XIX-XVI a. C.

Otros textos antiguos mesopotámicos son paralelos al Libro de Job, como el sumerio El hombre y su Dios (transformado por los antiguos babilonios en Diálogo entre un hombre y su Dios, siglos XIX-XVI a. C.) y el texto acadio El poema del justo sufriente. Este último trata de un hombre que ha sido fiel toda su vida y, sin embargo, sufre injustamente hasta que finalmente es liberado de sus aflicciones. El antiguo poema conocido como la Teodicea babilónica, de los siglos XVII al X a. C., también presenta un diálogo entre un sufriente y su amigo sobre la injusticia del mundo.
El relato arameo del siglo V a. C. Palabras de Ahiqar está repleto de dichos y proverbios, muchos similares a aforismos locales babilónicos y persas, así como pasajes parecidos a partes del Libro de los Proverbios y otros a la deuterocanónica Sabiduría de Sirá.

### Ejemplos notables en la Antigua Mesopotamia
- Instrucciones de Shurupak (mediados del III milenio a. C., Sumeria):[14] Es la literatura sapiencial más antigua que se conoce,[1][15][2] así como una de las más longevas,[1] y difundidas de Mesopotamia.[16] Presenta los consejos de un padre (Shurupak) a su hijo (Ziusudra) sobre diversos aspectos de la vida, desde la conducta personal hasta las relaciones sociales. Las Instrucciones contienen preceptos que reflejan los incluidos posteriormente en los Diez Mandamientos,[17] y otros dichos que se recogen en el bíblico Libro de los Proverbios.[14]

- Consejos de Sabiduría (también conocidos como "Enseñanzas de los sabios"): Una compilación de 150 líneas de proverbios sumerios y acadios que cubren gran variedad de temas, incluyendo la conducta ética y la sabiduría. Temas específicos incluyen: qué tipo de compañía mantener, evitar y difundir los conflictos, la importancia de la corrección en el habla, la recompensa de la piedad personal,...[18]

- Instrucciones de Ur-Ninurta (principios del II milenio a. C.): Incluye dos secciones de sabiduría: "las instrucciones del dios" y "las instrucciones del agricultor". Las "instrucciones del dios" recomiendan un comportamiento religioso y moral adecuado, contrastando la recompensa de los temerosos de Dios con el castigo de los desobedientes. Las "instrucciones del agricultor" incluyen consejos agrícolas.[2] El texto termina con breves expresiones de humildad y sumisión.[19][20]

- Instrucciones de Shupe-Ameli (es decir: "S(h)ima Milka" o "Escucha el consejo"): Un padre proporciona a su hijo "sabiduría positiva" conservadora (trabajar con los amigos, evitar las malas compañías, no desear a las mujeres de otros hombres, ...); sin embargo, el hijo contraataca con "sabiduría negativa" crítica, comúnmente encontrada en el género de literatura sapiencial "literatura de vanidad" o "sabiduría en protesta" (todo es inútil ya que morirás).[1][3]

- Nig-Nam Nu-Kal ("Nada tiene valor"): Una serie de sumerios que celebran la vida con el repetido estribillo de "Nada tiene valor, pero la vida misma es dulce".[1]

- Poema del justo que sufre (Ludlul bel nemeqi): Empieza con "Alabaré al señor de la sabiduría", como himno de gracia al dios supremo babilonio Marduk, donde un fiel del dios, en monólogo, pregunta el por qué, siendo tan devoto, en su enfermedad, permite que sufra, injustamente, tantas adversidades en la vida. Finalmente, gracias a la acción benéfica de Marduk que "puede devolver a la vida al que está en la fosa", presagia su salvación. La obra concluye con una oración a Marduk.[21]

- Teodicea babilónica: Poema acróstico de 27 estrofas, cada una de 11 versos, escrito en lengua babilónica media (1600 - 900 a. C.) que es una forma de lenguaje que data del período 1600 a 900 a. C. El poema también se ha denominado "Un diálogo acadio sobre la injusticia del mundo". [22] Es un diálogo entre dos amigos. Uno de ellos sufre, y el poema le muestra revelando los actos de maldad cometidos por las personas de la sociedad que le rodea, mientras que el otro es mostrado intentando añadir perspectiva a estos actos de dudosa moralidad, afirmando la naturaleza de la ocurrencia de la justicia dentro del orden de todo lo que existe (en el universo), un orden que existe porque fue hecho por una divinidad.[23]

## Literatura del Antiguo Egipto
En la literatura del Antiguo Egipto, la literatura sapiencial pertenecía al género sebayt ("enseñanza"), que floreció durante el Reino Medio de Egipto y se convirtió en canónica durante el Imperio Nuevo. Utiliza las denominadas instrucciones o enseñanzas, pero también pequeños poemas, con temas universales que preocupan al ser humano como los males de la vida, el sufrimiento, las injusticias, las dudas ante el Más Allá de la muerte, ... En realidad, gran parte de la literatura sapiencial del Antiguo Egipto se ocupa de la vida después de la muerte. Algunos textos adoptan la forma de diálogo, como en el Debate entre un hombre y su alma, que presenta a un hombre del Reino Medio lamentándose sobre la vida mientras habla con su ba.
Otros textos muestran una variedad de puntos de vista sobre la vida después de la muerte, incluido el escéptico racionalista La inmortalidad de los escritores y los Cantos del arpista, estando este último oscilando entre la confianza esperanzada y la duda razonable.

### Ejemplos notables en el Antiguo Egipto
Entre las obras más destacadas de este género, y que han tenido mayor repercusión en la literatura occidental se encuentran:
- Instrucciones de Kagemni: Kagemni, chaty de Seneferu, se presenta como alumno antes que maestro de las virtudes y la moral. Está escrito como una guía práctica de consejos para el hijo de un chaty, aconsejando que se debe seguir el camino de la modestia y la moderación, en contraste con lo que debe evitarse, el orgullo y la glotonería. El hombre más virtuoso es el hombre silencioso, que es modesto, calmado y que se controla.*Lichtheim, Miriam (1996). «cap. Didactic literature». Ancient Egyptian Literature: History & Forms. Ed. E.J. Brill. p. 244, 245, 258. ISBN 90-04-09925-5.

- Instrucciones de Ptahhotep o Máximas de Ptahhotep: Colección de proverbios morales, obra de un administrador egipcio durante la V dinastía. Comienza con una introducción del chaty Ptahhotep adjudicando la autoría a su abuelo, explicando éste, que ha dedicado su vida a alcanzar la sabiduría, pero añade que nunca se llega al pleno conocimiento. Para que el hombre sea justo debe ser capaz de controlarse, tanto ante sus superiores como ante sus inferiores. Quien alcanza el conocimiento lo hace gracias a la energía de su [ka, y conmina a su hijo a obedecer a sus superiores para alcanzar la prosperidad y vida en el otro mundo, ya que el ka de cada hombre depende del ka del faraón. Agradece al faraón haberle concedido una larga vida, por haber cumplido todas esas máximas, que explica a su hijo y pide que trasmita a sus sucesores.[26] Estas máximas sirvieron como modelo para la formación integral de los hijos y muchas de ellas son similares a las existentes en el bíblico Libro de los Proverbios.

- Instrucciones de Amenemhat o Enseñanzas del rey Ammenemes a su hijo Sesostris: Poema escrito en Egipto durante el Reino Medio, como un monólogo que el espíritu del asesinado rey Amenemhat I dirige a su hijo Senusert. Describe la conspiración que acabó con su muerte, e insta a su hijo para que no confíe en nadie.[27] También hace una apología del reinado del viejo faraón, y termina exhortando a Senusert a gobernar sabiamente siguiendo los pasos de Amenemhat.

- Enseñanza lealista: Se supone escrito por el chaty Kairsu de principios de la dinastía XII. Comprende aproximadamente 145 versículos, donde se enfatizan las virtudes de la lealtad al faraón gobernante y las responsabilidades que uno debe mantener por el bien de la sociedad. Instruye a sus hijos para que respeten y obedezcan siempre al faraón. Se deja claro que el faraón destruirá a sus enemigos, pero cuidará de sus partidarios. También instruye a sus hijos a que deben respetar a la gente común y cumplir con los deberes que les han sido asignados en la sociedad.[28]

- Historia del campesino elocuente: Está datada probablemente en la dinastía XII. Cuenta la historia de Inpu, un campesino del Oasis de la Sal (actual Uadi Natrun) a quien roban su caravana cuando se dirige al mercado de Henen-nesut para cambiar sus productos por otras mercancías. El campesino acude ante el intendente Rensi para exponer su caso, lanzando acusaciones sobre la corrupción que reinaba en Egipto. Rensi recoge por escrito las quejas y se las traslada al faraón Neferkauhor. La historia acaba con la justicia impartida por Rensi en nombre del faraón, devolviéndole al campesino los bienes robados y el ladrón, es obligado a servirle como esclavo.Literatura pesimista: Cuento del campesino. En Egiptomanía. Consultado el 24 de noviembre de 2023.

- En himnos como una Oración a Ra-Harajti (c. 1230 a. C.) se confiesan los pecados y se pide clemencia:

"No me castigues por mis numerosos pecados, [pues] soy alguien que no se conoce a sí mismo, soy un hombre sin sentido. Me paso el día detrás de mi [propia] boca, como una vaca detrás de la hierba.

## Tradición hermética
El Corpus hermeticum es una obra de literatura sapiencial greco egipcia en forma de diálogo entre Hermes Trismegisto y un discípulo. La mayor parte del texto data de los siglos I-IV, aunque los materiales originales de los textos pueden ser más antiguos.  Estudios recientes confirman que la naturaleza sincrética del hermetismo surgió durante la época del Egipto romano, pero el contenido de la tradición es paralelo a la literatura sapiencial más antigua del Antiguo Egipto, lo que sugiere orígenes durante la era faraónica. Los textos herméticos de los egipcios trataban principalmente sobre la invocación de espíritus, la animación de estatuas, la astrología babilónica o la entonces nueva práctica de la alquimia. Otros temas místicos incluían la unicidad divina, la purificación del alma o el renacimiento a través de la iluminación de la mente.

### Hermetismo islámico
La literatura sapiencial del hermetismo egipcio acabó formando parte de la tradición islámica. Los abasíes consideraban sus escritos herencia sagrada de los profetas y del propio Hermes antepasado del profeta Mahoma. En la versión de los textos herméticos conservada por los Ijwan as-Safa, Hermes Trismegisto es identificado como el antiguo profeta Idris, que según su tradición, viajó desde Egipto al cielo y al Edén, trayendo la piedra Negra de vuelta a la tierra cuando aterrizó en India. La secta de adoradores de las estrellas conocida como los Sabeos de Harrán también creía que su doctrina descendía de Hermes Trismegisto.

## Literatura sapiencial bíblica y textos judíos

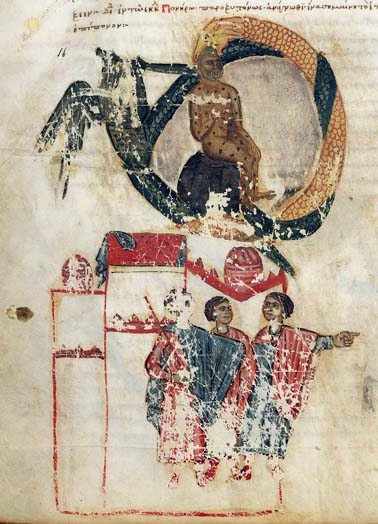
Manuscrito iluminado que representa a Job, sus amigos y el leviatán. Monte Athos, c. 1300.

Los ejemplos más famosos de literatura sapiencial se encuentran en la Biblia.
La sabiduría, en su nombre griego sophia (σοφῐ́ᾱ) es la traducción en la Septuaginta griega para el hebreo Ḥokmot (חכמות, khakhamút). Es un tema central en los Libros sapienciales, es decir, Proverbios, Salmos, Job, Cantar de los Cantares, Eclesiastés, Libro de la Sabiduría, Sabiduría de Sirá y, hasta cierto punto, el Libro de Baruc. Generalmente no se considera que todos los Salmos pertenezcan a la tradición de la "Sabiduría".  También se consideran sapienciales otras como la Epístola de Aristeas, Pseudo-Focylides y 4 Macabeos.
Los Dichos de los Padres o Pirkei Avot en el Talmud, siguen la tradición de la literatura sapiencial, centrándose más en el estudio de la Torá como un medio para lograr una recompensa, en lugar de estudiar la sabiduría por sí misma.

## Otras tradiciones
- Analectas, colección de aforismos del antiguo filósofo chino Confucio.
- De officiis, obra filosófica de Cicerón.
- Ética nicomáquea, tratado de Aristóteles (384–322 a. C.).
- Meditaciones de Marco Aurelio.
- Poridat de poridades, obra del siglo XIII que presenta, en forma de una larga carta, a Aristóteles que escribe a su discípulo Alejandro Magno para educarlo como hombre y como gobernante. Es un libro de naturaleza sapiencial que toma la forma de un espejo de príncipes.
- Subhashita, un género de la literatura sánscrita, otra forma predominante de poesía sapiencial. Varios miles de versos que cubren una amplia gama de ética y rectitud han sido escritos y compilados en antologías llamadas "Subhashitani" por varios autores a través de la antigüedad y el período medieval en India.[40]
- Trabajos y días, poema de Hesíodo (c. 750-650 a. C.) y Hávamál, de textos nórdicos antiguos (c. 1200), se han analizado en términos de una transmisión oral de la literatura sapiencial a otras culturas.[41]
- Vidas paralelas de Plutarco (46-120).